# Le Larvotto
Le Larvotto (monégasque : U Larvotu) est un quartier de Monaco, situé dans la partie est de la principauté. Anciennement rattaché à Monte-Carlo, le quartier est aujourd'hui une zone essentiellement résidentielle. Un de ses secteurs, Le Portier, fait actuellement l'objet de travaux d'extension sur la mer depuis 2016 pour un achèvement prévu en 2025, afin d'y étendre la zone résidentielle.

## Localisation
Le Larvotto se trouve au nord-est de la principauté, et à l'est de Monte-Carlo. En plus d'être limitrophe avec Monte-Carlo, le Larvotto longe la frontière française et la commune de Roquebrune-Cap-Martin, ainsi que le quartier monégasque de la Rousse.
Près d'un tiers de la superficie du Larvotto a été conquise par la construction de terre-pleins maritimes, lesquels ont permis la réalisation d'un vaste complexe hôtelier, du Forum Grimaldi et du Jardin japonais.
L'ordonnance souveraine créant le Larvotto est signée en 1966 par le prince Rainier, année qui voit le promoteur immobilier Gildo Pastor acheter à bas prix l’essentiel des terrains du bord de mer libérés par l'enfouissement de voies ferrées et construire des immeubles résidentiels tout le long de l’avenue Princesse-Grace.

## Histoire
Avant que ce quartier ne soit créé le Larvotto n'était qu'un marécage. Ce n'est qu'à partir de la fin du XVIIe siècle que les premières personnes s'y sont installées. Etant donné que c'était une zone non urbanisée, le nombre d'habitants y était très faible. En effet, seulement 2 habitants étaient recensés en 1699. Les familles arrivaient au fur et à mesure autour de la Place des Moulins, l'extension actuelle n'étant pas encore apparue. Il existait déjà une plage de galets où les baigneurs venaient profiter de la mer grâce notamment au chemin de fer apparu à Monaco en 1868. Avant sa dénomination actuelle, ce quartier monégasque s'appelait autrefois les "Mouettes" puis "Bas-Moulins".L’actuelle dénomination dérive de l’ancien français «la révote » , une curve (de la côte). On trouve encore «la révote », à indiquer la côte des « Bas Moulins », dans des documents cadastraux de la deuxième moitié du XIXe siècle.

## Faune et flore
Fin 2016, afin de préparer les fonds marins pour la construction du Portier, des plaques de posidonie et des roches de lithophyllum sont transplantées dans les fonds du Larvotto. Les 47 grandes nacres sont également déplacées dans les fonds du Larvotto,.

### Réserve sous-marine
Située sur le littoral est de la principauté, la réserve de Larvotto s'étend sur 14 hectares. Connue pour les quelque 600 grandes nacres qu'il abrite, ce lieu est également connu pour les mérous bruns. La pêche, le mouillage et la circulation des bateaux sont interdites sur la zone pour protéger ces espèces.

## Démographie
Le Larvotto est le quartier le plus peuplé de la principauté, et le deuxième en superficie, derrière Fontvieille. La qualité de vie, en partie due au grand nombre de parcs qui s'y trouvent, fait que le Larvotto est un lieu de promenade apprécié des Monégasques et des touristes. Ceci explique que les prix de l'immobilier soient 10 % à 20 % plus élevés que dans les quartiers voisins. L'avenue Princesse-Grace, qui longe le quartier, est la voie où l'immobilier est le plus cher au monde : près de 70 000 dollars le m².

## Tourisme
Malgré son caractère essentiellement résidentiel, le quartier comporte plusieurs hôtels ainsi que le Sporting Monte-Carlo. La dernière plage monégasque accessible au public s'y trouve (depuis la fermeture de celle du Portier).

## Galerie

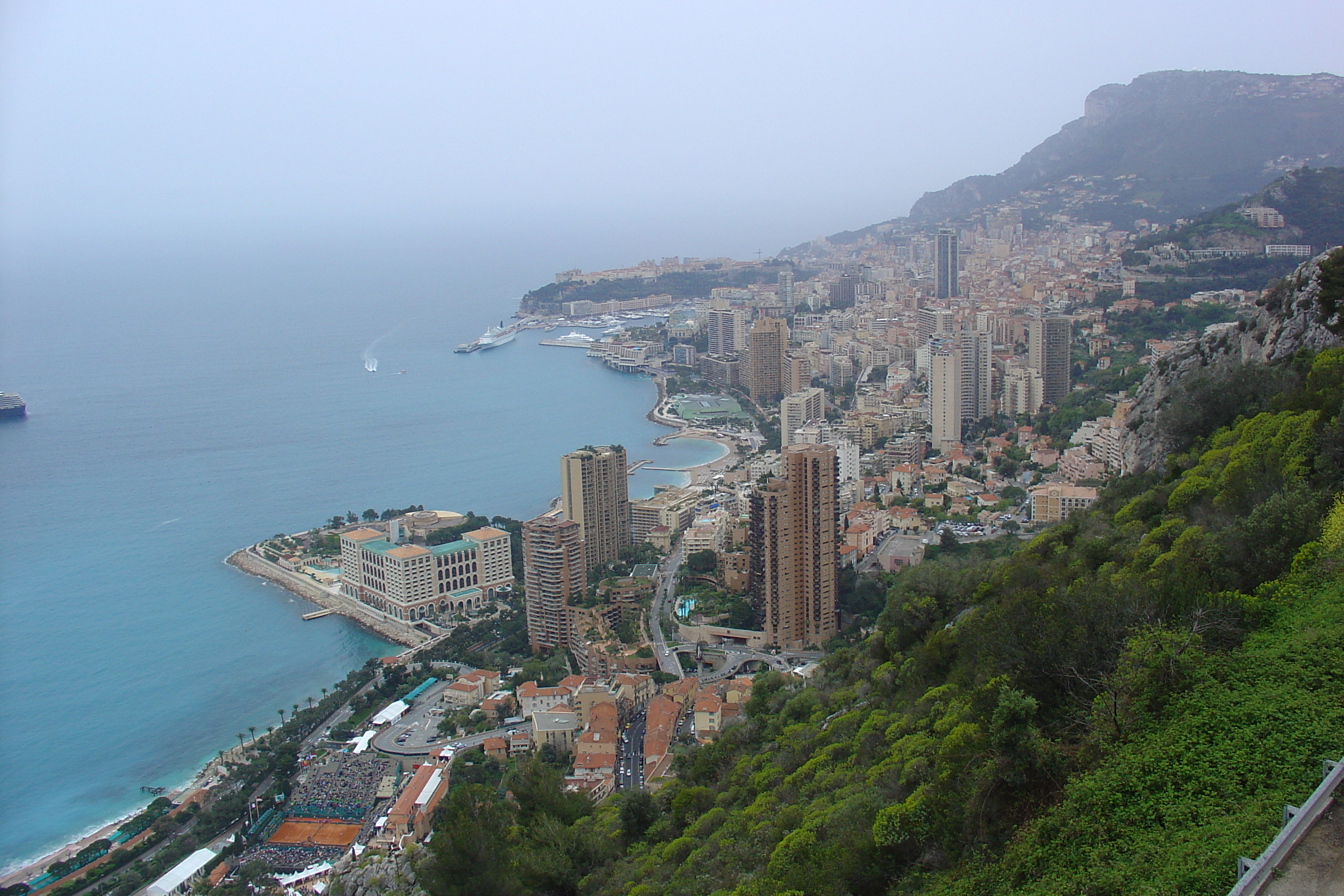
Le Larvotto vu depuis la commune française de Roquebrune-Cap-Martin.
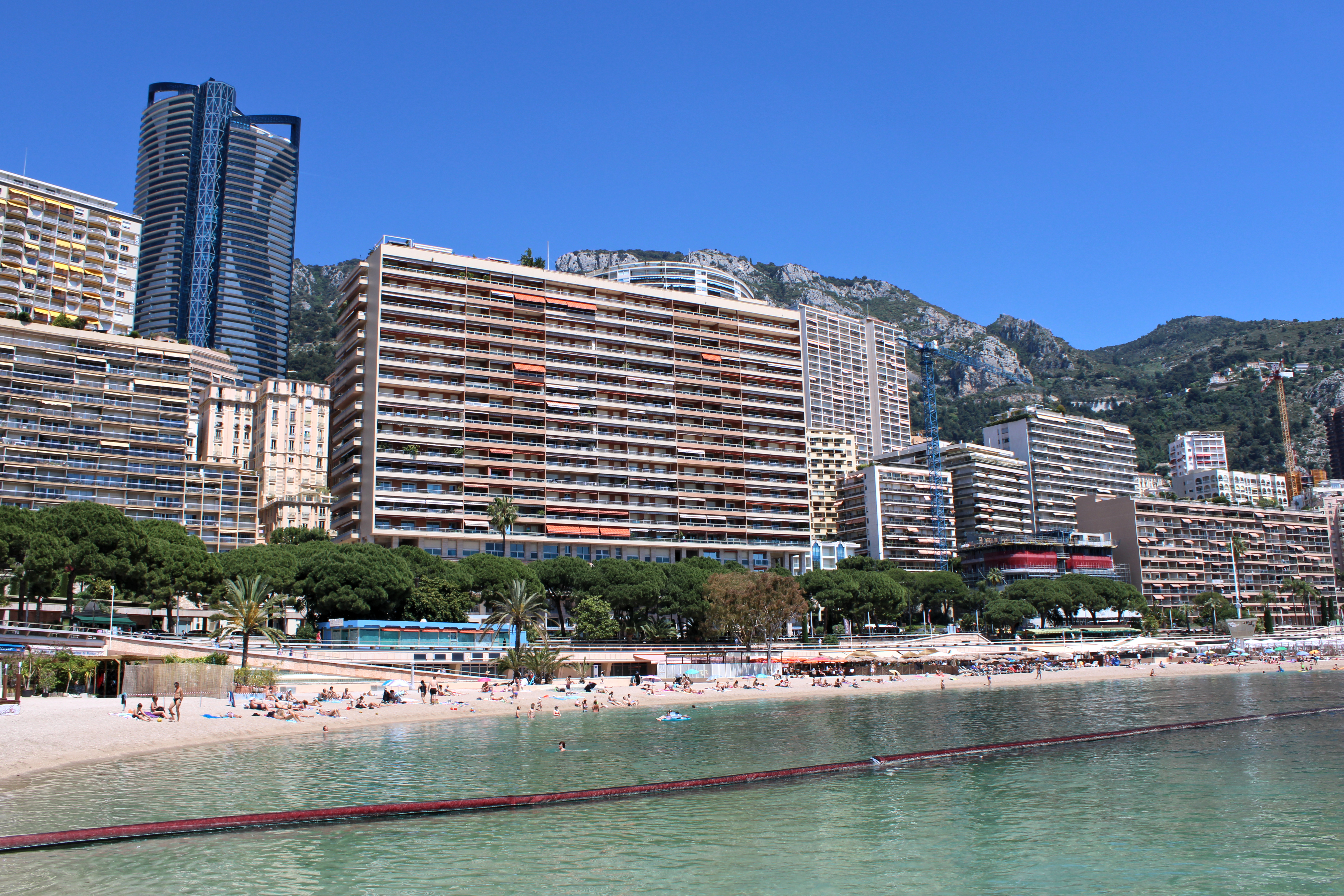
Promenade du Larvotto.
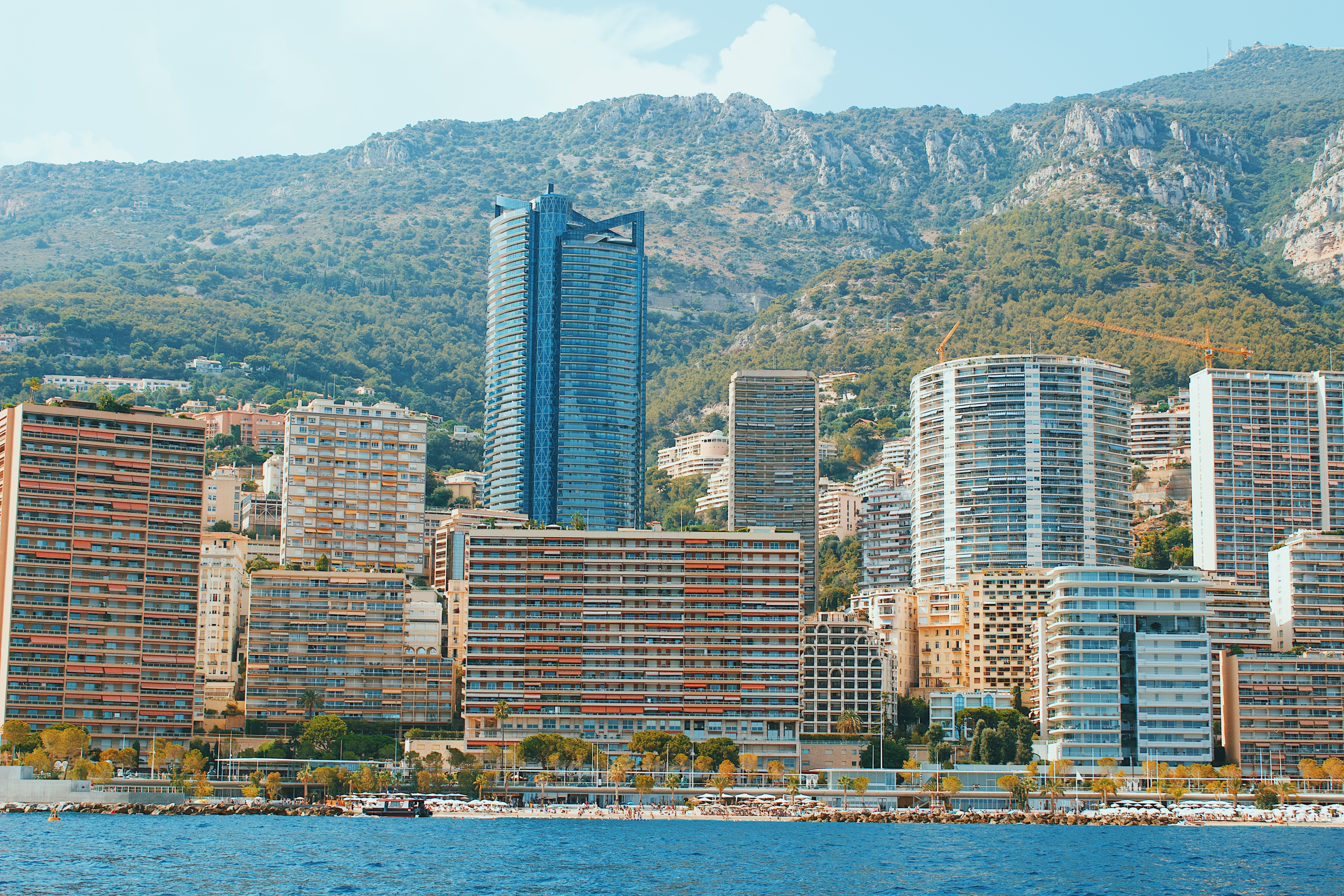
Façade du Larvotto.
- Panorama aérien du quartier depuis la mer, vu par un drone.

## Lieux et monuments
- Grimaldi Forum
- Sporting Monte-Carlo
- Monte-Carlo Bay Hotel & Resort